# 里卓哉
里 卓哉（さと たくや、11月5日 - ）は、日本の声優、俳優。プロダクション・エース及び劇団ジャムジャムプレイヤーズ所属。鹿児島県奄美大島出身。旧芸名は里タクヤ。

## 出演

### テレビアニメ
2009年
- 戦場のヴァルキュリア（将校）

2010年
- 祝福のカンパネラ（おじさんA）
- ストライクウィッチーズ2（教師、機長）

2011年
- R-15（鳴唐吹蔵〈吹音の父〉、マッチョ3）
- いつか天魔の黒ウサギ（軍の男）
- 神様のメモ帳（組員A）
- STEINS;GATE（客B、レポーター、アナウンサー）
- べるぜバブ（不良1、強盗Z、不良D、不良2、エッダ、木戸、聖石矢魔の校長〈石動源磨〉）

2012年
- Another（竹之内）

2013年
- 宇宙戦艦ヤマト2199（カリス・クライツェ、秘密警察、ガミラス兵士、保安部員、ドメラーズIII世航宙士）
- THE UNLIMITED 兵部京介（菊池カンジ）
- ブラッドラッド（ゾンビ1号、ラーメン屋の主人、門番）

2015年
- サザエさん

2021年
- 擾乱 THE PRINCESS OF SNOW AND BLOOD

### OVA
2011年
- 祝福のカンパネラOVA（肉屋）

### 劇場アニメ
- ヤマトよ永遠に REBEL3199 第三章 群青のアステロイド（2024年、揚羽幹雄）

### ゲーム
- Fallout: New Vegas（2010年）
- コール オブ デューティ ゴースト（2014年）
- The Elder Scrolls Online（2014年、ジョーラーマー、ラカジン 他）
- レインボーシックスシージ（2015年、カプカン）
- フォーオナー（2017年、コンカラー〈男〉[3]）
- スーパーロボット大戦V（2017年、カリス・クライツェ）
- Fallout 76（2018年）

### 吹き替え

#### 映画
- アイス・ツイスター
- あいつはママのボーイフレンド（コンラッドFBI長官〈キース・デイヴィッド〉）
- 悪魔のえじき2（ジョー）
- アドレナリン
- アラジン[4]
- アルマゲドン2008
- 1408号室
- イップ 翼をもった女の子（ルーチャの父）
- インタープラネット（トビアス・ハッチ〈マーク・レドパス〉）
- 陰謀の代償 N.Y.コンフィデンシャル
- ウォーク・ハード ロックへの階段（セオ、シュワルツバーグ〈デヴィッド・クラムホルツ〉、エルヴィス・プレスリー〈ジャック・ホワイト〉、エディ・ヴェダー、ジョージ・ハリスン〈ジャスティン・ロング〉）
- 運命の元カレ
- エイリアン・ライジング
- エディット・ピアフ〜愛の讃歌〜
- エンバー 失われた光の物語
- オーシャンズ・オデッセイ（ベルント・マイネルト〈ザヴィエ・フッター〉）
- 狼の街（マティ〈デニス・ホッパー〉）
- オオカミは嘘をつく（署長〈ドゥヴィール・ベネディック〉）
- 紀元前1億年
- キック・アス（ニュースキャスター、ギャング・キッド）
- キャデラック・レコード 音楽でアメリカを変えた人々の物語
- キャットファイト（ジョーンズ〈ディラン・ベイカー〉）※Netflix配信版
- キャピタリズム〜マネーは踊る〜
- 9.11最後の真実 アメリカ同時多発テロ（プラスキ）
- ザ・エッグ 〜ロマノフの秘宝を狙え〜
- ザッツ★マジックアワー ダメ男ハワードのステキな人生（マイケル〈パトリック・フィッシュラー〉）
- しあわせの隠れ場所
- 食人族（アラン〈ガブリエル・ヨーク〉）※DVD新録版
- 幸せはシャンソニア劇場から
- ジェシカ・シンプソンのワーキング・ブロンド（ノルウェー人）
- シティ・オブ・ブラッド（ダウニー・リトル〈ドーザー・サイクス4世〉）
- 新少林寺 SHAOLIN
- スペースウォーカー（ベリャーエフ〈コンスタンチン・ハベンスキー〉）
- スリー・ビルボード
- セレブな彼女の落とし方（ジャック・テイラー〈テレンス・スタンプ）
- センチュリオン（タークス〈JJ・フィールド〉）
- ソフィー・マルソーの愛人
- ゾンビ・オブ・ザ・デッド（バリー）
- 空飛ぶペンギン（リック〈ジェームズ・タッパー〉）
- ダークネスナイト（ラスク）
- ダイナマイト
- 沈黙シリーズ（グレーヴス〈エイドリアン・ハフ〉）
  - 沈黙の啓示
  - 沈黙の宿命
  - 沈黙の弾痕
  - 沈黙の背信
  - 沈黙の挽歌
- ディープ・アンダーカバー
- テイカーズ
- ディスコ
- ディノシャーク（スティーブ〈リチャード・ミラー〉）
- デス・スピード（クリス〈チャド・ウィレット〉）
- デンジャー・コール（ハワード〈マイケル・パレ〉）
- ドルフ・ラングレン ゾンビ・ハンター（オーティス・ウィラード）
- トレジャー・アイランド 完全版
- バイオハザード: ザ・ファイナル（戦車要員 / ハイブへ同行する生存者）
- パイレーツ・オブ・カリビアン/最後の海賊（レサロ）
- ハウエルズ家のちょっとおかしなお葬式
- バッド・ティーチャー（ウォリー・スナー〈ジョン・マイケル・ヒギンズ〉）
- 必殺処刑人
- 必殺処刑人 リベンジ
- ビバリーヒルズ・チワワ2
- ブラック・ボックス 〜記憶の罠〜
- ブラッド・フィースト 血の祝祭日2（ファド）
- ボーダー（テッド・ライリー〈ドニー・ウォールバーグ〉）
- ホロコースト -アドルフ・ヒトラーの洗礼-
- ミートマーケット 人類滅亡の日（ビル）
- ミートマーケット ゾンビ撃滅作戦（アズール）
- ヤギと男と男と壁と（ティーン・ポップグット〈スティーヴン・ラング〉）
- レッド・スナイパー 〜独ソ最終決戦〜 前・後編
- レーザーチーム 俺たち史上最弱のエイリアン・バスターズ!（へーガン〈バーニー・バーンズ〉）
- ロシアン・ルーレット（ポール）

#### ドラマ
- アラーム・フォー・コブラ11チーム2
- ALPHAS/アルファズ
- ヴェロニカ・マーズ
- 環珠姫 プリンセスのつくりかた
- 救命医ハンク セレブ診療ファイル
- 恐竜SFドラマ プライミーバル2
- 階伯〔ケベク〕（クィウン）
- 検事プリンセス（マ・サンテ〈チェ・ジョンウ）
- コールドケース7 ザ・ファイナル
- コバート・アフェア シーズン2
- ザ・ローマ 帝国の興亡
- ザ・ケープ 漆黒のヒーロー
- CSI:11 科学捜査班
- CSI:ニューヨーク6、7
- シカゴ・メッド
- SHERLOCK（シャーロック）
- ジャイアント（イ・ソンモ〈パク・サンミン〉）
- 恕の人 -孔子伝-
- 製パン王 キム・タック
- セカンド・チャンス
- ゾウズ・フー・キル2 殺意の深層
- 秘密情報部 トーチウッド
- Dr.HOUSE4
- ドラゴン桜〈韓国版〉（チャ・ギボン（ピョン・ヒボン））
- ドリームハイ（コン・ミンチョル）
- トレジャーハンター（ジャズソン・クロス〈マイケル・ビーン〉）
- HAWAII FIVE-0（ドスト、コメスク）
  - シーズン1 #2、シーズン3 #7、シーズン4 #1、シーズン6 #22（アダム・“トースト”・チャールズ〈マーティン・スター〉）
- ナイトライダーNEXT（アレックス・トーレス〈ヤンシー・アリアス〉）
- 反撃のレスキュー・ミッション
- 武神（チェ・ヤンベク〈パク・サンミン〉）
- プリズン・ブレイク ファイナルシーズン（ライト）
- ボストン・リーガル（ブラッド・チェイス〈マーク・バレー〉）
- ホワイトチャペル3 終わりなき殺意
- MAD MEN（ヘンリー・フランシス〈クリストファー・スタンリー〉）
- ミディアム6 霊能者アリソン・デュボア
- 名探偵モンク7
- Men&Legends（山本会長）
- リゾーリ&アイルズ ヒロインたちの捜査線
- 赤壁の戦い
- ロビン・フッド
- 私はラブ・リーガル

#### アニメ
- おかしなガムボール（ナイジェル・ブラウン）
- プチバンピ
- ミクセル

### オリジナルビデオ
2005年
- 悪魔のえじきサードバイブレーション（別見）

2006年
- ゾンビ・オブ・ザ・デッド3 エボリューションキング（ベツミ・マモル）※原案としても参加

### 舞台
特記の無い物に限り、劇団ジャムジャムプレイヤーズ公演。
2003年
- お先に幸せ（マキノ）
- ドッグ★アイ（小松川辰平）

2004年
- リメンバーミー?
- ラスト刑事

2005年
- 池袋モンパルナス
- 幕は下りない

2006年
- いの奥山今日越えて
- リメンバーミー? 再演版

2007年
- キネヅカ※脂肪肝劇場GLENS公演
- タケルとミコト

2008年
- サイセイシ※脂肪肝劇場GLENS公演

2009年
- 煩悩の犬

2012年
- GKDNプロデュース「ナイト・オブ・ザ・リビングヒーロー」（8月24日‐26日、新宿SPACE107）

### その他
- MFブックス『酔っぱらい盗賊、奴隷の少女を買う』PV（2021年、ナレーション[5]）